# De Mond Nature Reserve
Das De Mond Nature Reserve (deutsch Naturschutzgebiet De Mond ) liegt 26 Kilometer entfernt von Bredasdorp, Distrikt Overberg, Provinz Westkap in Südafrika am Indischen Ozean. Geschützt wird seit 1986 ein Feuchtgebiet an der Mündung des Heuningnes River zwischen den Orten Arniston und Struisbaai, die Größe beträgt ca. 918 Hektar.

## Fauna
Im Naturschutzgebiet leben diverse Vogelarten wie Nilgänse, Paradieskraniche, Fleckenprinien, Dominikanermöwen, Schwarze Austernfischer, Terekwasserläufer, Damaraseeschwalben und Graufischer. Auch Vögel aus der Ordnung der Regenpfeiferartigen wie die Raubseeschwalbe, der Wüstenregenpfeifer und der Hirtenregenpfeifer lassen sich entdecken.
Im Wasser leben Fische wie der Galjoen, die Zebrabrasse, der Umbrina canariensis, die Goldstrieme und Seepferdchen, aber auch andere Lebewesen wie Nixenschnecken (Nerita albicilla), Kuruma-Garnelen und Mangrovenkrabben.

## Flora
Ammophila, Chenolea diffusa, Chrysanthemoides incana, Chrysanthemoides monilifera, Colpoon compressum, Euclea racemosa, Juncus kraussii, Limonium scabrum, Lycium ferocissimum, Myrica cordifolia, Metalasia muricata, Passerina spp., Stoebe spp., Sutherlandia frutescens, Ehrharta villosa, Carpobrotus acinaeifermis, Carpobrotus edulis, Agropyron distichum, Chironia baccifera, Mundia spinosa, Arctotheca niveum, Didelta carnosa, Leucadendron spp., Senecio spp., Rhus spp., Phragmites australis, Pterocelastrus tricuspidatus, Restio eleocharis, Salicornia cf. meyerana, Salvia aurea, Sarcocornia decumbens, Sarcocornia perennis, Sarcocornia pillansia, Sideroxylon inerme, Sueda maritima, Tetragonia decumbens, Thamnochortus, Zygophyllum morysana.

## Geschichte
Besonders geschützt werden soll hier das Brutgebiet der seltenen Damaraseeschwalbe (Sterna balaenarum). Das Naturschutzgebiet ist bis heute wenig besucht und bietet keine eigene Infrastruktur. 

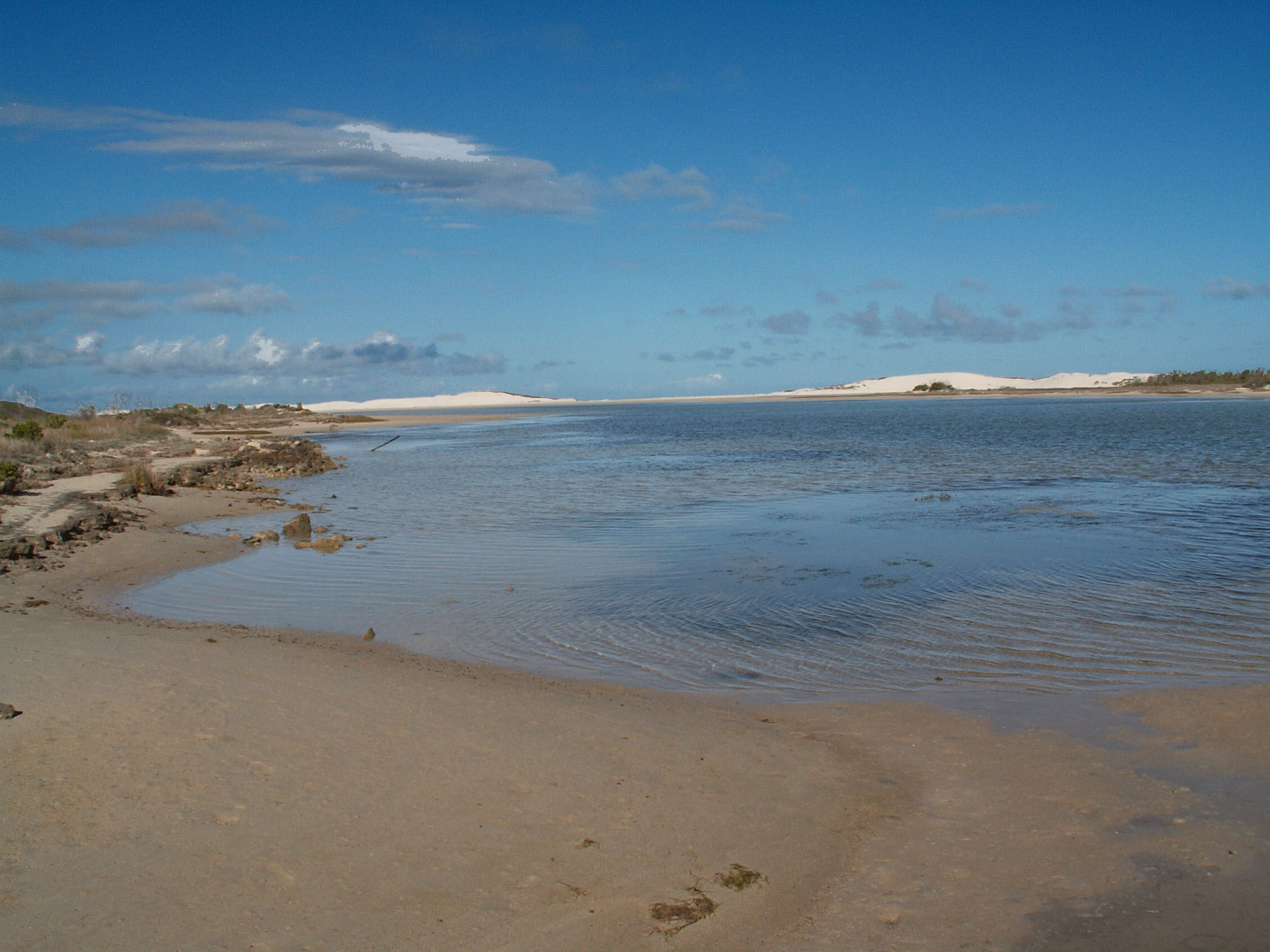
Lagune im De Mond
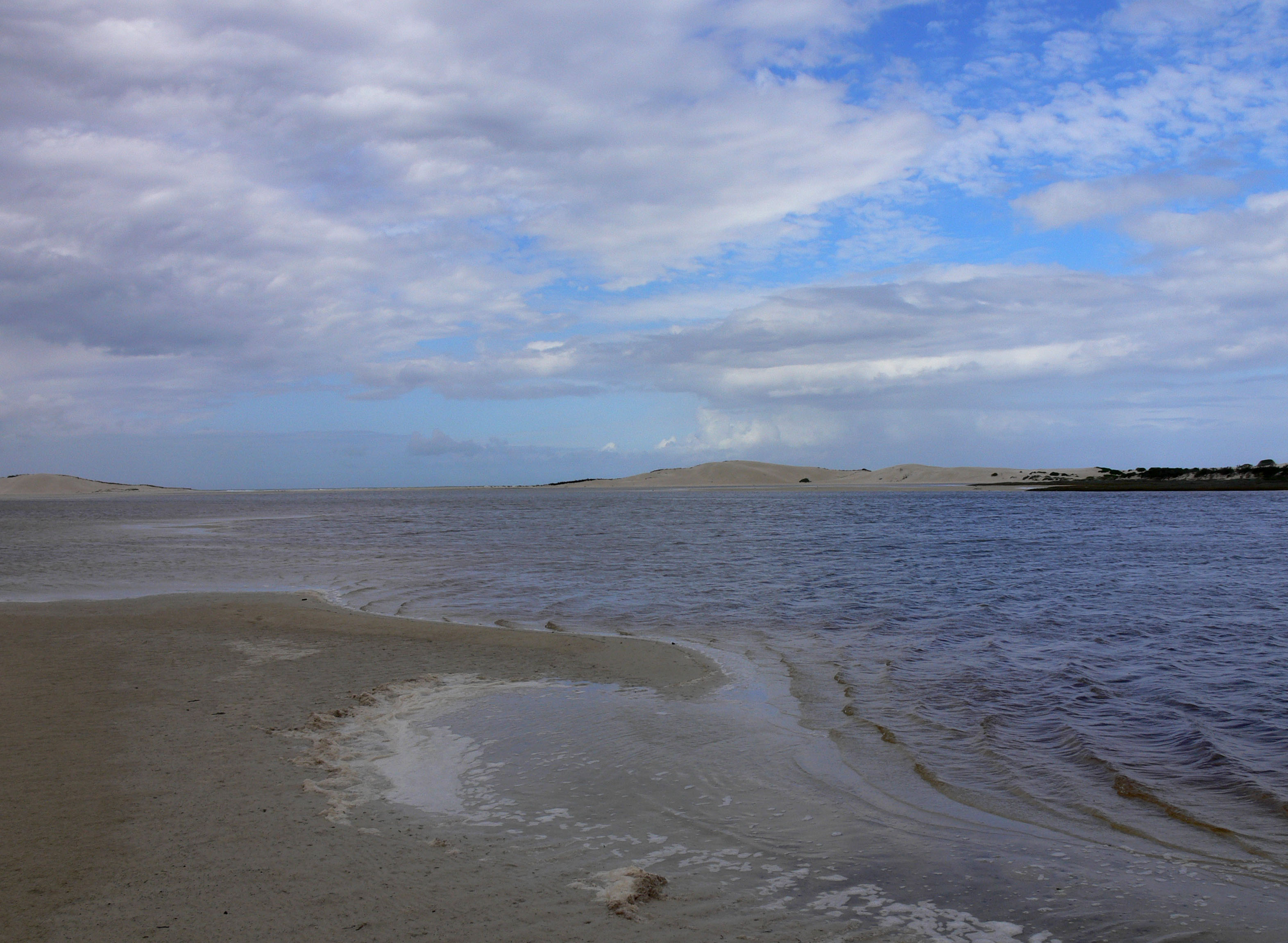
Lagune im De Mond
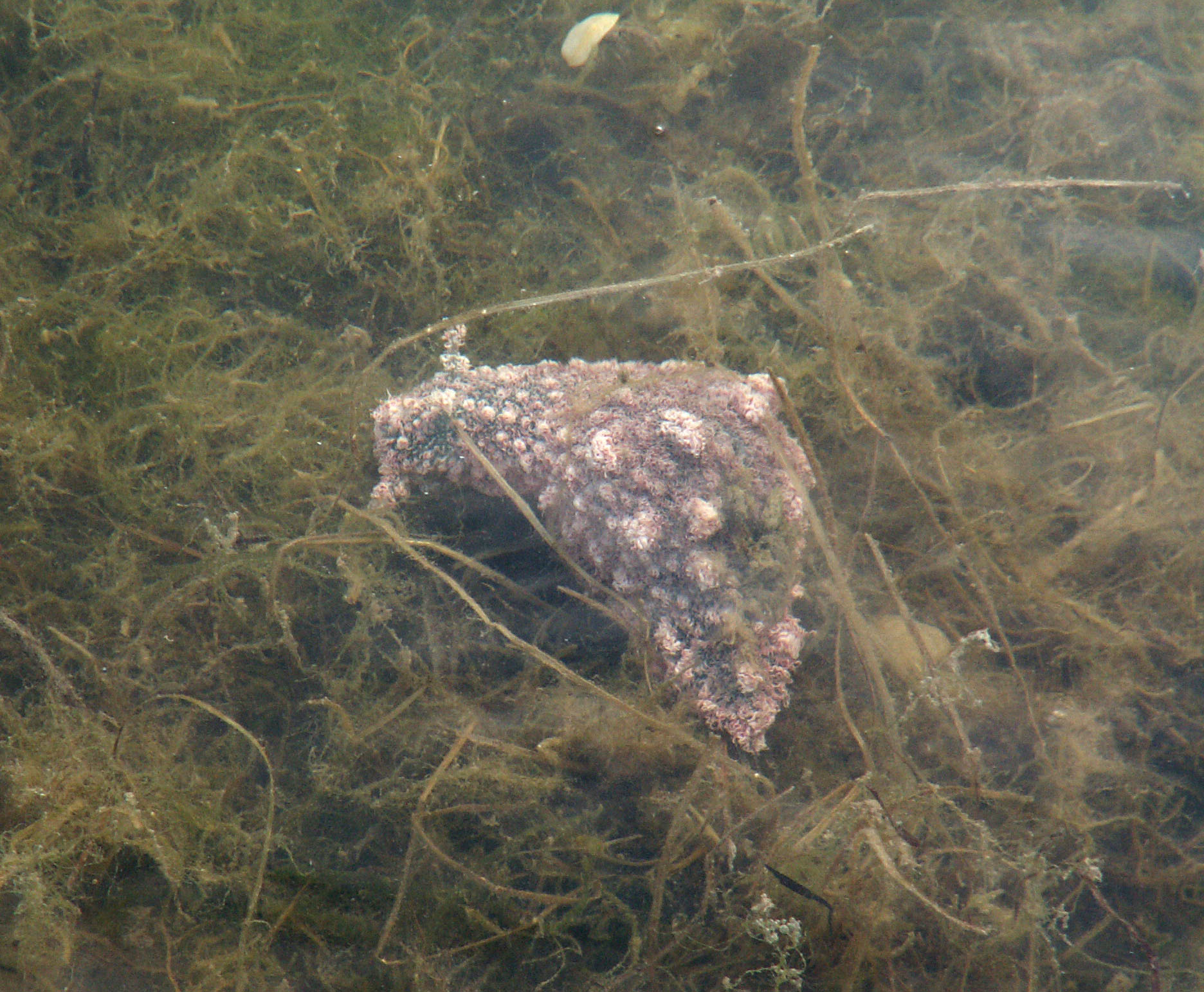
Molluske, 30 cm lang